# 贵州省历史文化名城
贵州省历史文化名城由贵州省政府公布，现有10处。
- 安顺市
- 毕节市织金县
- 毕节市大方县
- 铜仁市石阡县
- 黔东南州黎平县
- 黔南州福泉市
- 黔西南州安龙县

## 第三批[2]
- 安顺市普定县
- 铜仁市思南县
- 黔西南州贞丰县